# Stuart Slater

Stuart Slater, né le 27 mars 1969 à Sudbury (Angleterre), est un footballeur anglais, qui évoluait au poste d'ailier gauche. 
Révélé à West Ham United, il y est sélectionné en équipe d'Angleterre espoirs en 1990 puis en équipe d'Angleterre B l'année suivante, mais ne confirme pas par la suite les espoirs placés en lui.